# 2006년 여자 야구 월드컵
2006년 여자 야구 월드컵은 2006년 7월 31일부터 8월 6일까지 중화민국의 타이베이시에서 열린 두 번째 여자 야구 월드컵 대회이다.

## 대회 결과
| 순위 | 국가           | 승 | 패 |
| ---- | -------------- | -- | -- |
| 1    | 미국           | 5  | 1  |
| 2    | 일본           | 4  | 2  |
| 3    | 캐나다         | 4  | 2  |
| 4    | 오스트레일리아 | 4  | 2  |
| 5    | 중화 타이베이  | 3  | 3  |
| 6    | 쿠바           | 1  | 5  |
| 7    | 홍콩           | 0  | 6  |

| 2006년 여자 야구 월드컵 |
| ----------------------- |
| 미국 두 번째 우승       |